# Inger Wilfred Jensen
Inger Wilfred Jensen, född 1905, död 1995, var en dansk kvinnosakspolitiker. Hon var ordförande för Dansk Kvindesamfund mellan 1963 och 1966.  